# Espanhol (bairro)
Espanhol é um bairro de Teresópolis, no estado do Rio de Janeiro.
Ganhou repercussão, devido as chuvas de janeiro de 2011 que também devastaram o bairro. A Defesa Civil Municipal acionou um programa de demolição de casas com laudos de interdição permanente e indicação técnica para o procedimento.